# North Edwards
North Edwards – jednostka osadnicza w Stanach Zjednoczonych, w stanie Kalifornia, w hrabstwie Kern.